# Merel Witteveen
Merel Witteveen (* 12. Mai 1985 in Leiden) ist eine ehemalige niederländische Seglerin.

## Erfolge
Merel Witteveen nahm in der Bootsklasse Yngling an den Olympischen Spielen 2008 in Peking teil. Gemeinsam mit Annemieke Bes war sie Crewmitglied von Rudergängerin Mandy Mulder und gewann mit diesen die Silbermedaille, als sie dank 31 Punkten hinter den Britinnen und vor den Griechinnen Zweite wurde. Nach den Spielen wechselte Witteveen zunächst in die 470er Jolle und dann ins Elliott 6m. 2008 wurde sie im Yngling Vizeeuropameisterin, im Elliott sicherte sie sich 2011 EM-Bronze.